# Sphenella semisphenella
Sphenella semisphenella es una especie de insecto del género Sphenella de la familia Tephritidae del orden Diptera.

## Historia
Bezzi la describió científicamente por primera vez en el año 1926.